# آر. نیکلاس برنز
رابرت نیکلاس برنز (انگلیسی: Robert Nicholas Burns؛ زادهٔ ۲۸ ژانویهٔ ۱۹۵۶) یک دیپلمات و دانشگاهی آمریکایی است که از سال ۲۰۲۲، سفیر سیزدهم و فعلی ایالات متحده آمریکا در چین است. برنز استاد دیپلماسی و سیاست بین‌الملل در دانشکده دولت دولت جان اف کندی در دانشگاه هاروارد و عضو هیئت مدیرهٔ مرکز علوم و امور بین‌الملل بلفر مدرسه است. او مدیر گروه استراتژی آسپن، مشاور ارشد در گروه کوهن و در هیئت مدیرهٔ شرکت الکترونیکی انتگریس است. 